# Tom Morris sr.

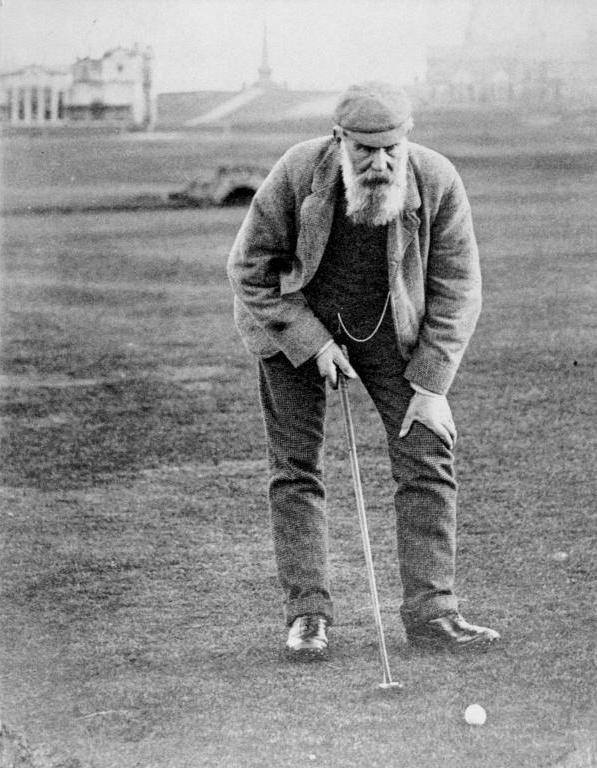
Old Tom op St Andrews

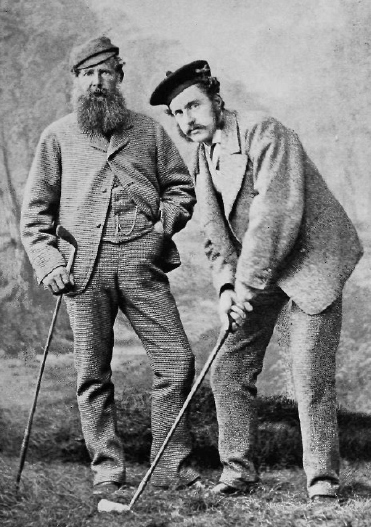
Old & Young Tom

Thomas Mitchell Morris (St Andrews, Schotland, 1821 – aldaar, 1908) is een Schotse golfer in de 19de eeuw.
Hij staat ook bekend als Old Tom Morris, om verwarring te voorkomen met zijn zoon Tom Morris jr., die ook golfkampioen is. Old Tom is geboren en getogen in St Andrews, aan de oostkust van Schotland.
Hij werkte als greenkeeper op Prestwick tot 1865 en daarna op St Andrews, maakte en repareerde golfstokken en golfballen. 
Het eerste Britse Open in 1860 werd gespeeld op Prestwick. Morris eindigde op de tweede plaats, achter Willie Park. De winnaar kreeg ook een wisselprijs in de vorm van een riem, gemaakt van rood Marokkaans leer met zilveren gespen. In 1861, 1862, 1864 en 1867 won hij het toernooi. In 1868 werd het toernooi gewonnen door zijn 17-jarige zoon, Young Tom Morris, die het daarna ook in 1869, 1870 en 1872 won. Omdat Young Tom de wisselprijs drie maal achter elkaar won, mocht hij hem houden. Daarna schaften enkele clubs samen de huidige trofee aan, de 'Claret Jug'. In 1872 wordt die door Young Tom gewonnen. Young Tom overleed op 24-jarige leeftijd.
In 1866 verliet Old Tom de club in Prestwick, waar hij wordt opgevolgd door Andrew Strath en Charlie Hunter, die 53 jaar voor de club bleef werken. Morris verhuisde naar St Andrews. In 1867 won hij zijn laatste Open. Hij was toen 46 jaar, en tot op heden de oudste winnaar van het toernooi. Daarna begon hij naast de 18de green van de 'Old Course' een werkplaats, waar o.a. Bob Martin werkte, die het Open won in 1876 en 1885.

## Zijn banen
Tom Morris heeft een aantal beroemde banen ontworpen, zoals in Carnoustie (1850 door Allan Robertson, 1870 door Old Tom), Prestwick (1851) en Muirfield (1891), allemaal banen waar regelmatig het Open is gehouden. Hij was eigenlijk de eerste golfbaanarchitect, en de eerste die bunkers aanlegde. Ook is het zijn inbreng geweest om een golfbaan standaard 18 holes te maken (St Andrews was ooit 23 holes).
Ook door hem aangelegd zijn:
- 1851: Prestwick Golf Club
- 1870: Carnoustie Golf Club
- 1891: Muirfield
- 1899:  Cruden Bay Golf Course